# Edward Coles
Pour les articles homonymes, voir Coles (homonymie).
Edward Coles, né le 15 décembre 1786 dans le comté d'Albemarle et mort le 7 juillet 1868 à Philadelphie, est un homme politique américain, membre du  parti républicain-démocrate et deuxième Gouverneur de l'État de l'Illinois de 1822 à 1826.
Il usa de son influence pour s'opposer aux mouvements qui voulaient faire de l'Illinois un État d'esclavage.

## Biographie
Il est enterré dans le cimetière de Woodlands à Philadelphie.